# HydraIRC
HydraIRC je odjemalec za IRC razvit junija 2002. Njen avtor »Hydra« je preskusil vsaj 30 odjemalcev za IRC, pri čemer ga je morda najbolj motilo to, da večina odjemalcev pri delu s kanali z nad 800 uporabniki postane zelo počasnih in krade vire računalniku. Najnovejša stabilna ali dobra različica programa je 0.3.165 nastala 12. decembra 2008. 
HydraIRC je prosto programje z omejeno rabo. Program je razvit v jeziku C++ izvirno za operacijski sistem MS Windows XP, deluje pa tudi v nevejših operacijskih sistemih, kot sta MS Windows Vista / MS Windows 7. Sistema MS Windows 95 in MS Windows NT nista podprta. Ima tudi svoj wiki.